# Kersten Reich
Kersten Reich (* 14. August 1948 in Hamburg) ist ein deutscher Pädagoge und Kulturtheoretiker. Er war von 1979 bis 2006 Professor für Allgemeine Pädagogik und von 2007 bis zu seiner Emeritierung 2017 Professor für Internationale Lehr- und Lernforschung an der Universität zu Köln. Er begründete den Ansatz des Interaktionistischen Konstruktivismus und ist durch seine konstruktivistischen Theorien in den Bereichen Didaktik und Pädagogik bekannt. In seinen Arbeiten zur Chancengerechtigkeit und Inklusion verfolgt er einen weiten Inklusionsbegriff in Theorie und Praxis. Sein Ansatz wird in der Praxis der Inklusiven Universitätsschule Köln, der ersten Praxisausbildungsschule in der neueren deutschen Lehramtsausbildung umgesetzt. In seinen Arbeiten zur Nachhaltigkeit zeigt er auf, wie Erziehung und Verhalten in der Konsumgesellschaft die Nachhaltigkeit erschweren, aber auch, inwieweit eine Ökonomie der Gewinnmaximierung und eine Politik zu geringer nachhaltiger Regulation sie nicht konsequent verfolgen und damit letztlich verhindern.

## Werdegang
Reich studierte von 1970 bis 1973 Germanistik, Politologie und Kunsterziehung in Stuttgart und Berlin. Er wurde 1976 an der TU Berlin zum Dr. phil. promoviert. Seine Dissertation Theorien der Allgemeinen Didaktik erschien 1977 im Klett-Verlag Stuttgart. Seine Habilitation mit der Lehrbefugnis für Erziehungswissenschaften erfolgte 1977 ebenfalls an der TU Berlin. Die Habilitationsschrift Erziehung und Erkenntnis erschien 1978 bei Klett-Cotta. Reich absolvierte längere Auslandsaufenthalte in Großbritannien, den USA und der Volksrepublik China. Emeritierung 2017.

## Leistungen
In der Pädagogik wurde Kersten Reich mit seiner Dissertation Theorien der Allgemeinen Didaktik in den 1970er Jahren bekannt, in der er die Bildungstheoretische Didaktik kritisch darstellte und die lerntheoretische Didaktik in ihrem umfassenden Begründungskontext zeigte. In der Habilitationsschrift wird eine Wende zum Erlanger Konstruktivismus erkennbar. In den 1990er Jahren begründete er den Interaktionistischen Konstruktivismus. Dieser Ansatz versteht sich als ein soziokulturell orientierter Konstruktivismus, der insbesondere an den Pragmatismus nach John Dewey anknüpft. Reich hat deshalb auch das  Kölner Dewey-Center in direkter Kooperation mit dem amerikanischen Dewey-Center gegründet. Zusammen mit Jim Garrison und Stefan Neubert hat er zwei Grundlagenarbeiten zu „John Dewey's Philosophy of Education“ und zu „Democracy and Education reconsidered“ veröffentlicht.
1998 erschien das Hauptwerk zum Interaktionistischen Konstruktivismus Die Ordnung der Blicke in zwei Bänden. In Auseinandersetzung mit Strömungen der neueren Erkenntniskritik begründet er, weshalb Konstruktivisten nicht nur auf eine Beobachtertheorie zurückgreifen sollten, sondern immer auch die Rolle der Teilnehmer und Akteure in ihrem interaktiven Zusammenhang zu bedenken haben.
Die Arbeiten „Inklusion und Bildungsgerechtigkeit“ aus dem Jahr 2012 und „Chancengerechtigkeit und Kapitalformen“ aus 2013, die 2018 auch auf Englisch erschien, thematisieren umfassend die Bildungsbenachteiligungen sowohl im deutschen als auch internationalen Erziehungs- und Bildungssystemen. Reich erweitert Bourdieus Theorie der Kapitalformen, indem er den Mehrwert der unterschiedlichen Kapitalformen herausarbeitet und das Körper- und Lernkapital hinzufügt.
Seine kulturtheoretischen Analysen hat Reich vor allem in drei Büchern in die Pädagogik und Didaktik umgesetzt. In Systemisch-konstruktivistische Pädagogik stellt er die Grundlagen einer konstruktiven und systemischen Arbeit in der Pädagogik dar. Die Systemik ergibt sich durch eine Wahrnehmung neuer Perspektiven und fremder Weltbilder im Rahmen der Interaktion, die zu einer Rekonstruktion des eigenen Weltbildes führen können (vgl. Systemische Therapie). Dabei geht er auf mögliche Anwendungsfelder ein. Das Buch ist bereits in sechs Auflagen erschienen. In Konstruktivistische Didaktik, die in der 5. Auflage vorliegt, wird der konstruktivistische Lehr- und Lernansatz umfassend für die Praxis beschrieben. Der dazugehörige Methodenpool hilft, sich gezielt einen Überblick über Methoden des Lehrens und Lernens zu verschaffen. In der Didaktik wird herausgearbeitet, wie eine inklusive Erziehung und Bildung gelingen kann.
Das Konzept der „Heliosschule – Inklusive Universitätsschule der Stadt Köln“ geht wesentlich auf Reichs Arbeiten zurück. Im Anschluss an die Chicago-School von John Dewey wird auf Klassenräume verzichtet und in Lernlandschaften gearbeitet. Dabei kommt Selbstlernphasen der Lernenden eine besondere Aufmerksamkeit zu.
2021 veröffentlichte Reich das zweibändige Werk „Der entgrenzte Mensch und die Grenzen der Erde“, in dem er sich vor allem damit auseinandersetzt, unter welchen Bedingungen und wie Menschen in der Lage sind, ihr Verhalten in Richtung von mehr Nachhaltigkeit ändern zu können. Das Werk führt sowohl in Grundfragen der Nachhaltigkeit als auch in Herausforderungen nachhaltigen Verhaltens ein und wird durch den Podcast „reich & nachhaltig“ ergänzt, in dem mit Forscherinnen und Experten aus unterschiedlichen Bereichen der Nachhaltigkeit diskutiert wird. Im ersten Band steht die Frage im Vordergrund, inwieweit Erziehung und Verhalten die Nachhaltigkeit erschweren, im zweiten Band, inwieweit Ökonomie und Politik die Nachhaltigkeit verhindern.
„Das Nachhaltige Manifest: Lasst uns den Planeten retten!“ fasst 2021 die wesentlichen Thesen Reichs zur Nachhaltigkeit zusammen. Nach einer kurzen Beschreibung der Ausgangslage wird auf die Ursachen fehlender Nachhaltigkeit in vier Schritten eingegangen. Zunächst wird herausgearbeitet, weshalb ökologische Nachhaltigkeit sowohl aus der bisherigen Produktions- als auch Lebensweise der Menschheit in allen Kulturen eher randständig geblieben ist. Für die Gegenwart wird beschrieben, weshalb Nachhaltigkeit vielen Menschen als wenig attraktiv erscheint. Schließlich verhindert eine Ökonomie der Gewinnmaximierung so lange einen Wandel Richtung Nachhaltigkeit, wenn sich nicht hinreichend Gewinne mit ihr machen lassen. Und dies wirkt auf eine Politik ein, die bisher sehr zögerlich und zu wenig vorsorgend im Blick auf die Zukunft agiert. Das Buch schließt mit einem konkreten Forderungsteil, in dem Konsequenzen sowohl für das individuelle als auch politische und staatliche Handeln in 10 Bereichen gezogen werden. Das Manifest wirbt für eine Priorisierung der Nachhaltigkeit in all ihren notwendigen Formen im individuellen und gesellschaftlichen Handeln.

## Privat
Kersten Reich ist verheiratet und Vater von zwei Kindern.

## Werke
- Paul Heimann: Didaktik als Unterrichtswissenschaft. Hrsg. und eingeleitet von Kersten Reich und Helga Thomas. Klett, Stuttgart 1976.
- Theorien der Allgemeinen Didaktik. Zu den Grundlinien didaktischer Wissenschaftsentwicklung in der Bundesrepublik Deutschland und in der Deutschen Demokratischen Republik. Klett, Stuttgart 1977 (Dissertation, TU Berlin, 1976).
- Erziehung und Erkenntnis. Studien zur Methodologie der Erziehungswissenschaft. Klett-Cotta, Stuttgart 1978 (Habilitationsschrift, TU Berlin).
- Unterricht, Bedingungsanalyse und Entscheidungsfindung. Ansätze zur neuen Grundlegung der Berliner Schule der Didaktik. Klett-Cotta, Stuttgart 1979.
- Häuser der Vernunft. Meine Gespräche mit philosophischen Denkern des Abendlandes. Lang, Bern 1988.
- Systemisch-konstruktivistische Pädagogik. Luchterhand, Neuwied 1996; 6. Auflage: Beltz, Weinheim 2010.
- mit Yuqing Wei: Beziehungen als Lebensform. Philosophie und Pädagogik im alten China. Waxmann, Münster 1997.
- Die Ordnung der Blicke. 2 Bände. Luchterhand/Beltz, Neuwied u. a. 1998.
- Konstruktivistische Didaktik. Luchterhand, Neuwied 2012; 5. Auflage: Beltz, Weinheim 2012 ISBN 978-3-407-25689-8.
- Inklusion und Bildungsgerechtigkeit. Beltz, Weinheim 2012.
- Chancengerechtigkeit und Kapitalformen. Springer VS, Wiesbaden 2013.
- Inklusive Didaktik. Bausteine für eine inklusive Schule. Beltz, Weinheim 2014, ISBN 978-3-407-25710-9.
- Eine inklusive Schule für alle. Das Modell der Inklusiven Universitätsschule Köln. Beltz, Weinheim/Basel 2015 ISBN 978-3-407-25725-3
- Surplus Values – A New Theory of Forms of Capital and Social Justice in Our Times.
- mit Jim Garrison und Stefan Neubert: John Dewey’s Philosophy of Education - An Introduction and Recontextualization for Our Times. New York: Palgrave Macmillan 2012.
- mit Jim Garrison and Stefan Neubert: Democracy and Education Reconsidered – 100 Years after Dewey. London/New York: Routledge 2016.
- Der entgrenzte Mensch und die Grenzen der Erde. Band 1: Warum Erziehung und Verhalten die Nachhaltigkeit erschweren. Westendverlag, Frankfurt a. M. 2021. ISBN 978-3-86489-318-6
- Der entgrenzte Mensch und die Grenzen der Erde. Band 2: Warum Ökonomie und Politik die Nachhaltigkeit verhindern. Westendverlag, Frankfurt a. M. 2021. ISBN 978-3-86489-319-3
- Das Nachhaltige Manifest: Lasst uns den Planeten retten! Westendverlag. Frankfurt a. M. 2021. ISBN 978-3-86489-332-2